# فرید نبی‌اف
فرید نبی‌اف (ترکی آذربایجانی: Fərid Nəbiyev؛ زادهٔ ۲۲ ژوئیهٔ ۱۹۹۹) بازیکن فوتبال اهل جمهوری آذربایجان است.
از باشگاه‌هایی که در آن بازی کرده‌است می‌توان به باشگاه فوتبال قبله اشاره کرد.
وی همچنین در تیم‌های ملی فوتبال زیر ۱۷ سال جمهوری آذربایجان، زیر ۱۹ سال جمهوری آذربایجان، زیر ۲۰ سال جمهوری آذربایجان، و زیر ۲۱ سال جمهوری آذربایجان بازی کرده‌است.